# Cmentarz parafialny w Chojnicach
Cmentarz parafialny w Chojnicach – zabytkowy cmentarz parafii Ścięcia św. Jana Chrzciciela, położony przy ulicy Kościerskiej w Chojnicach.

## Historia
Cmentarz został założony ok. 1870, gdy proboszczem parafii Ścięcia św. Jana Chrzciciela w Chojnicach był ks. August Behrendt, którego nagrobek jest najstarszym istniejącym dotąd na cmentarzu. Datę utworzenia nekropolii trudno ustalić, gdyż w 1945 w pożarze spłonęła cała dokumentacja wraz z planem i szkicem grobów. Najstarsza zachowana parafialna księga zgonów obejmuje lata 1879–1904. Cmentarz był kilkukrotnie powiększany na początku XX wieku. W 1969 na podstawie decyzji Ministerstwa Gospodarki Komunalnej został on zamknięty. W 1989 na wniosek władz miasta wojewódzki konserwator zabytków w Bydgoszczy wpisał go do rejestru zabytków. Od 1993 nekropolia ponownie została włączona do użytku. 

## Pochowani
- Leon Boenig (1846–1922) – duchowny katolicki, proboszcz parafii Ścięcia św. Jana Chrzciciela w Chojnicach, działacz niepodległościowy.
- Bernard Homa (1943–2013) – budowniczy chojnickiego domu zakonnego oo. Duchaczy i kościoła pw.: Chrystusa króla wszechświata i błogosławionego Daniela Brottier.
- Kwatera grobów Sióstr Franciszkanek od Pokuty i Miłości Chrześcijańskiej z konwentu chojnickiego.
- Leon Januszewski (1909–1965) – duchowny katolicki, proboszcz parafii św. Marcina w Barłożnie, więzień obozu KL Dachau.
- Zbigniew Steinke (1928–2006) – społecznik, redaktor "Gazety Chojnickiej".
- Franciszek Józef Kaletta (1915–2004) – współtwórca muzeum regionalnego.
- Józef Matysik (1898–1949) – komisarz Urzędu Skarbowego w Chojnicach.
- Barbara Gajewska (1916–1959) – prezes Sądu Powiatowego w Chojnicach.
- Józef Miszewski (1926–2003) – założyciel i komendant WOPR w Charzykowach, działacz sportowy.
- Leon Wysocki (1870–1945) – starszy asesor PKP, przewodniczący Rady Nadzorczej Spółdzielni Mieszkaniowej.
- Aleksander Kłos (1931–2019) – duchowny katolicki, prałat honorowy J. Św., kanonik, pierwszy proboszcz parafii Matki Bożej Królowej Polski w Chojnicach.
- Julian Hubert (1870–1930) – działacz samorządowy, Senior Miasta.
- Roman Lewandowski (1932–2012) – duchowny katolicki, kanonik, proboszcz parafii Ścięcia św. Jana Chrzciciela w Chojnicach, kapelan chojnickiej „Solidarności”.
- Alojzy Sobierajczyk (1870–1934) – pierwszy polski burmistrz miasta Chojnice, działacz niepodległościowy, doktor medycyny.
- Wiesław Madziąg (1959–2013) – duchowny katolicki, pierwszy proboszcz parafii Matki Bożej Fatimskiej w Chojnicach.
- Józef Lipski (1897–1939) – dyrektor Komunalnej Kasy Oszczędności, zamordowany przez Niemców.
- Hipolit Ostoja-Lniski (1853–1931) – doktor medycyny, szambelan, działacz niepodległościowy.
- Walenty Neisch ( –1952) – pierwszy wójt gminy Chojnice po II wojnie światowej.
- Antoni Ulandowski (1879–1939) – działacz niepodległościowy, prezes Spółdzielni Mieszkaniowej, zamordowany przez Niemców.
- Antoni Kaźmierski (1899–1945) – przemysłowiec, właściciel wytwórni wódek i likierów.
- Antoni Wolszlegier (1853–1922) – duchowny katolicki, działacz niepodległościowy, poseł do Reichstagu, delegat na Polski Sejm Dzielnicowy.
- Leon Biskupski (1848–1893) – filolog, badacz kaszubszczyzny, nauczyciel chojnickiego gimnazjum.
- Stefan Sikorski (1819–1890) – właściciel ziemski, działacz narodowy, poseł do sejmu Prus.
- August Behrendt (1825–1887) – duchowny katolicki, proboszcz parafii Ścięcia św. Jana Chrzciciela w Chojnicach.
- Antoni Lisewski (1884–1963) – działacz społeczny, długoletni radny miejski.
- Jan Karol Łukowicz (1854–1919) – doktor medycyny, pierwszy dyrektor szpitala w zakładzie św Boromeusza w Chojnicach, działacz niepodległościowy.
- Jan Paweł Łukowicz (1886–1957) – doktor medycyny, dyrektor chojnickiego szpitala, działacz niepodległościowy.
- Leon Pytlik (1867–1922) – pierwszy polski prezes Sądu Okręgowego w Chojnicach.
- Mieczysław Nogal (1920–2005) – przewodniczący Prezydium Powiatowej Rady Narodowej.
- Franciszek Husarek (1927–1993) – duchowny katolicki, proboszcz parafii Podwyższenia Krzyża Świętego w Ogorzelinach.
- Aleksander Standera (1876–1930) – działacz niepodległościowy, radny miejski.
- Bolesław Makowski (1880–1934) – duchowny katolicki, kanonik, proboszcz parafii Ścięcia św. Jana Chrzciciela w Chojnicach, filomata, działacz niepodległościowy, historyk sztuki.
- Kazimierz Kłopocki (1892–1936) – duchowny katolicki, proboszcz parafii Ścięcia św. Jana Chrzciciela w Chojnicach.
- Otton Weiland (1887–1966) – założyciel i pierwszy prezes Stowarzyszenia Przyjaciół Żeglarstwa w Charzykowach, współtwórca i wiceprezes Polskiego Związku Żeglarskiego.
- Grób Dziecka – miejsce pochówku dzieci zmarłych przed narodzeniem.
- Groby żołnierzy z I wojny światowej oraz żołnierzy polskich z wojny polsko-bolszewickiej zmarłych w chojnickim szpitalu.
- Kazimierz Mastalerz (1894–1939) – pułkownik kawalerii Wojska Polskiego, dowódca 18 Pułku Ułanów Pomorskich, poległy w bitwie pod Krojantami.
- Polegli w bitwie pod Krojantami oraz w obronie Chojnic we wrześniu 1939: Adam Zebzda, Jan Zebzda, Eugeniusz Świeściak, Piotr Leszczykowski, Paweł Kątek oraz dziewiętnastu nieznanych ułanów pomorskich i dwudziestu żołnierzy Wojska Polskiego.